# Bert Dietz
Bert Dietz (Leipzig, 9 de febrer de 1969) va ser un ciclista alemany que fou professional de 1993 a 2000. De jove havia corregut per la República Democràtica Alemanya. Del seu palmarès destaquen diferents victòries en curses a Alemanya, i una etapa a la Volta a Espanya de 1996. Un cop retirat es dedicà a la direcció esportiva.
Va ser un dels antics corredors del Team Telekom que va reconèixer haver consumit EPO durant la seva carrera esportiva.

## Palmarès
- 1990
  - 1r a la Volta a Turíngia
  - Vencedor d'una etapa al Tour de Loir i Cher
  - Vencedor d'una etapa a la Cursa de la Pau
  - Vencedor d'una etapa a la Volta a Cuba
- 1991
  - Vencedor d'una etapa a la Volta a Turíngia
  - Vencedor d'una etapa a la Cursa de la Pau
- 1992
  - 1r a la Volta a Turíngia
  - 1r a la Volta a Hessen
  - 1r a la Volta a Nuremberg
  - Vencedor d'una etapa a la Cursa de la Pau
- 1993
  -  Campió d'Alemanya amateur en ruta
  - 1r a la Volta a la Baixa Saxònia i vencedor d'una etapa
  - 1r a la Volta a Renània-Palatinat
  - Vencedor d'una etapa a la Volta a Àustria
- 1995
  - Vencedor d'una etapa a la Volta a Espanya
- 1996
  - Vencedor d'una etapa a la Volta a Suècia
- 1997
  - Vencedor d'una etapa a la Volta a Aragó
- 1998
  - Vencedor d'una etapa a la Cursa de la Pau
- 2000
  - Vencedor d'una etapa a la Cursa de la Pau

### Resultats a la Volta a Espanya
- 1995. 32è de la classificació general. Vencedor d'una etapa
- 1996. Abandona
- 1998. 79è de la classificació general